# Copiotettix venezuelae
Copiotettix venezuelae är en insektsart som beskrevs av Marius Descamps 1984. Copiotettix venezuelae ingår i släktet Copiotettix och familjen gräshoppor. Inga underarter finns listade i Catalogue of Life.